# 高倉陽樹
高倉 陽樹（たかくら はるき）は、日本の漫画家。

## 人物
21歳の時、2003年上期の小学館新人コミック大賞少年部門で入選。
若木民喜のアシスタント時代は高倉幸美名義でクレジットされている。

## 受賞歴
- コハク（第52回新人コミック大賞 少年部門 入選） ※高倉幸名義

## 作品

### 連載
- 犬部！-ボクらのしっぽ戦記‐（原作：片野ゆか シナリオ協力：はまなかあき、週刊少年サンデー2011年26号 - 連載終了、シリーズ連載）

### 読切
- 風使いのグリ（週刊少年サンデー超2007年7月25日号） ※高倉幸名義
- HERO事始!!（クラブサンデー2009年6月23日）
- 主のためなら!!（クラブサンデー2009年12月4日）
- 神降ろし（クラブサンデー2009年12月25日）

## 師匠
- 若木民喜[1]